# Marie-Vorgan Le Barzic
Marie-Vorgan Le Barzic, née le 25 janvier 1975 à Vannes, est une entrepreneuse française qui dirige le réseau international de programmes d’innovation et de formation Numa.
Elle est aussi membre du Conseil économique, social et environnemental de la Ville de Paris depuis 2015.

## Biographie
Elle naît de parents parisiens qui, dans le sillage de mai 1968, se détournent de leurs études supérieures à Paris pour se reconvertir dans l'agriculture en Bretagne. Autodidacte, Marie-Vorgan Le Barzic commence sa carrière dans le secteur du télémarketing, et devient ensuite directrice des ressources humaines d’une start-up de développement et d’hébergement de site Internet.
En 2002, elle se tourne vers le monde des start-up et se voit confier une mission auprès de Paris Développement pour réfléchir à la création d’un lieu unique les réunissant. L’opération est lancée en 2003, les premières associations Silicon Sentier et Net fusionnant pour devenir Silicon Sentier, précurseur de Numa, dont l’objet est l’expérimentation de nouveaux modèles de croissances. Silicon Sentier s’affirme rapidement comme un pôle de ralliement où se cristallisent projets d’entreprises et initiatives collaboratives.
2006 marque une nouvelle étape de la vie professionnelle de Marie-Vorgan Le Barzic puisqu’elle lance l’initiative « Quartier Numérique », plateforme d’expérimentation de services innovants associant collectivités territoriales, opérateurs de télécom et petites et moyennes entreprises franciliennes. Des dizaines de start-up pourront tester in vivo leurs produits et services grâce à cette plateforme.
En 2008, Marie-Vorgan Le Barzic participe à la création de la Cantine, premier espace de co-working en France. La Cantine s’impose comme le lieu de référence des grandes entreprises souhaitant rencontrer et travailler avec les communautés. Figure clé du monde numérique français et de l’innovation, Marie-Vorgan Le Barzic développe en 2011 le Camping, premier programme d’accélérateurs pour start-up en France, et Silicon Xperience, premier programme d’innovation ouvert, pour soutenir la dynamique de nouveaux projets.
Ces acteurs de l’innovation fusionnent en 2013 et voient naître Numa, contraction de Numérique et Humain, un réseau international de programmes d’innovation et de formation. Numa connaît un succès important, et Marie-Vorgan Le Barzic accélère son développement dès 2015 en levant 5 millions d’euros auprès des investisseurs afin de porter sa vision sur de nouveaux territoires.
Numa est aujourd’hui présent à Paris, Bangalore, Moscou, Casablanca, Mexico, Barcelone, Berlin et New-York.
Marie-Vorgan Le Barzic est par ailleurs membre du Conseil économique, social et environnemental (CESE) ainsi que du Conseil d’attractivité de la ville de Paris depuis 2015.

## Engagement politique
En novembre 2011, Marie-Vorgan Le Barzic rejoint l’équipe de campagne de François Hollande, candidat du Parti socialiste à l’élection présidentielle de 2012, en tant que directrice opérationnelle de la web-campagne, pour « démontrer que le web est un outil de la démocratie. »

## Prix et récompenses
En 2016, Marie-Vorgan Le Barzic est nommée « Femme en Or digitale 2016 », un prix remis par Orange « récompensant des femmes dont la réussite de l’année écoulée, qu’elle soit un aboutissement ou une étape, constitue un exemple et une source d’inspiration pour tous »[réf. nécessaire].